# Kleinopitz
Kleinopitz ist ein Ortsteil der sächsischen Stadt Wilsdruff mit rund 500 Einwohnern.

## Geographie

Blick auf Kleinopitz von der ehemaligen Deponie

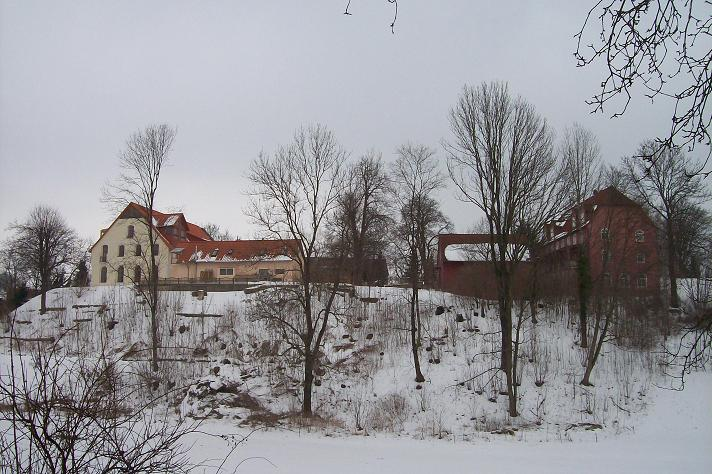
Rittergut Kleinopitz

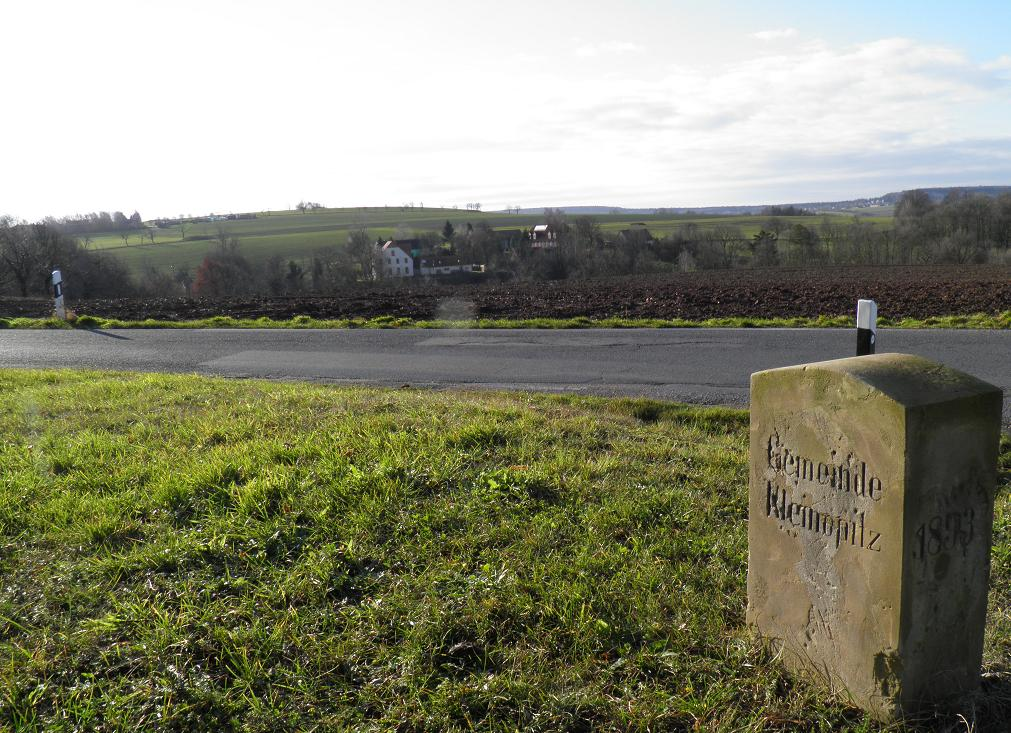
Flurgrenzstein von 1893 mit Blick zum Rittergut

Jugend- und Gemeinschaftshaus Kleinopitz auf der Saalhausener Straße

Das Dorf liegt ungefähr 6,5 km südöstlich des Stadtkerns von Wilsdruff und vier Kilometer westlich der Stadt Freital im hügeligen Erzgebirgsvorland auf einer Höhe von 300 m über NN. Südöstlich des Dorfes erhebt sich der Opitzberg (366,1 m). Im Osten liegt das Tal des Quänebaches, südwestlich das des Großopitzbaches. Nordwestlich von Kleinopitz entspringt der Kleinopitzbach.

## Geschichte
Das Rittergut und der Ort sind im Zuge der Besiedlung im Auftrag der Markgrafen von Meißen durch den Verwalter der Burg Tharandt, Boriwo de Tarant, ab 1215 entstanden bzw. wird die vorhandene slawische Siedlung in dieser Zeit germanisiert. Die erste Erwähnung der ursprünglich slawischen Siedlung – unter dem Namen Apacz – findet sich im Lehnbuch Friedrich des Strengen von 1349/50.
Das Vorwerk westlich der Ortslage ist seit 1606 nachweisbar und wurde erst ab 1875 als Rittergut bezeichnet. Die Herrschaft übte Erb- und Obergerichtsbarkeit aus. Das Rittergut war altschriftsässig. Im 16. Jahrhundert war das Rittergut im Besitz von Alexander von Alnpeck, anschließend die Gebrüder Merten und Antonius von Schilling. Nach deren kinderlosen Tod übernahm es ab 1586 die Familie Vogel. Die Alnpeck, Schilling und Vogel waren jeweils Freiberger Familien, was die enge Beziehunges des Rittergutes, zu dem im 16. Jahrhundert auch Niederhermsdorf und Halsbach gehörten, unterstreicht. Am 1. Oktober 1662 belehnte Kurfürst Johann Georg II. den Dresdner Festungshauptmann George Götze erblich mit dem Rittergut. Im 18. Jh. gehörte es Johann Georg von Ponickau. Anschließend ging es in den Besitz der Familie von Körbitz über, die es bis ins 19. Jahrhundert besaß. 1832 erfolgte die Übergabe des Rittergutes an den Käufer Friedrich Wilhelm Schäffer. Um 1860 war Curt von Seydewitz damit beliehen. Einer der letzten Besitzer Anfang des 20. Jh. vor der Enteignung war Konrad Böhme.
Um 1550 riefen die Besitzer des Rittergutes, welches seit Jahrhunderten Kleinopitz' Geschichte prägte und 1945 enteignet wurde, fränkische Siedler in den Ort, der Ortsteil Schletta entstand an der Flurgrenze zu Großopitz. Allerdings wird dieser Name seit dem 28. Juni 1876 offiziell nicht mehr verwendet.
1378 zählte Kleinopitz zum castrum Dresden. 1696 lag es im Bezirk des Amtes Dresden und 1843 im Zuständigkeitsbereich des Amtes Grillenburg. Seit 1856 unterstand es dem Gerichtsamt Tharandt und ab 1875 der Amtshauptmannschaft Dresden. Nach dem Zweiten Weltkrieg kam es zum Kreis Freital im Bezirk Dresden.
Der Ort wurde zum 1. Januar 1973 in die Gemeinde Braunsdorf eingegliedert. Am 1. März 1994 kam Braunsdorf zu Kesselsdorf, welches wiederum am 1. August 2001 nach Wilsdruff eingemeindet wurde.
Im Jahre 1824 erfolgte der Bau der ersten Schule auf der Mittelstraße. Ein zweites Gebäude wurde 1840 auf der Tharandter Straße und ein drittes 1905 auf der Schulstraße errichtet. Jedoch hatte der Ort ab dem 1. September 1960 keine vollständige schulische Selbstständigkeit mehr.
Zum Gedenken an die Opfer des Ersten Weltkrieges wurde 1926 ein Denkmal eingeweiht, welches erneuert und am 15. November 2009 um ein weiteres für die Gefallenen und Vermissten des Zweiten Weltkrieges ergänzt worden ist. Die Gedenkstätte befindet sich auf der Schulstraße Ecke Mittelstraße.
Im Dorf baute man 1944 eine Unterkunft für Kriegsgefangene, das heutige Kulturhaus auf der Saalhausener Straße. Seit 2006 existiert ein „Jugend- und Gemeinschaftshaus Kleinopitz“ (JGH), welches durch den Verein Heimatfreunde Kleinopitz im Landesverein Sächsischer Heimatschutz e. V. betrieben und gemeinsam mit dem Jugendclub Kleinopitz genutzt wird.

## Kultur

### Regelmäßige Veranstaltungen
- „Kulturmontag“ am dritten Montag im Monat im JGH
- Seniorengemeinschaft Kleinopitz am letzten Mittwoch im Monat bei DREBAU
- Ostertanz am Karsamstag im Kulturhaus
- Dorffest im Sommer
- Lichterbaumfest am Samstag vor dem 1. Advent
- wechselnde Sonderausstellungen im privaten Heimatmuseum

## Persönlichkeiten
- George Götz (* 1607 in Lüneburg; † 19. Dezember 1676 in Kleinopitz bei Tharandt), Obrist, Festungskommandant in Dresden und Besitzer des Rittergutes Kleinopitz
- Hermann Reich (* 16. Januar 1886 in Kleinopitz; † 7. April 1955 in Berlin), sozialistischer Politiker und Widerstandskämpfer gegen den Nationalsozialismus